# Alois Eliáš
Alois Eliáš (ur. 29 września 1890 w Královskich Vinohradach, zm. 19 czerwca 1942 w Pradze) – czechosłowacki wojskowy (generał), minister transportu w okresie międzywojennym, premier rządu Protektoratu Czech i Moraw.

## Życiorys
W 1908 r. ukończył gimnazjum w Královskich Vinohradach, zaś w 1911 r. politechnikę w Pradze. W latach 1913-1914 pracował na kolei w Bośni. Podczas I wojny światowej służył w 28 Pułku Piechoty armii austro-węgierskiej. Jednakże 28 sierpnia 1914 r., zaledwie tydzień po przybyciu na front wschodni, zdezerterował do Rosjan. Dostał pracę technicznego urzędnika na kolei. 23 sierpnia 1917 r. w Boryspolu wstąpił do 5 Pułku Strzeleckiego Legionu Czechosłowackiego. Został wysłany do Francji, gdzie wszedł w skład 33 Pułku Pieszego. Po przeszkoleniu w szkole karabinów maszynowych w Saint Maixent jako podporucznik służył w 21 Pułku Pieszym. W sierpniu 1918 r. awansował na porucznika. W styczniu 1919 r. powrócił do Czechosłowacji, gdzie dostał stopień kapitana sztabowego. Wziął udział w walkach z Polakami o Śląsk Cieszyński, a następnie jako szef sztabu jednej z jednostek wojskowych z węgierskimi komunistami. W lutym 1920 r. objął dowództwo 21 Pułku Piechoty w Čáslavie. Tam też poznał swoją żonę Jaroslavę Kosakovą, z którą po pół roku wziął ślub, razem tworząc od tej pory szczęśliwe, choć bezdzietne małżeństwo. W kwietniu tego roku został zastępcą ministra obrony gen. Otakara Husáka. Od września 1921 r. był szefem sztabu 21 Pułku Piechoty. Od końca 1921 r. do 1923 r. uczył się w Wyższej Szkole Wojennej we Francji, którą ukończył w stopniu podpułkownika. Do 1932 r. służył na różnych stanowiskach w sztabie generalnym armii czechosłowackiej. Został generałem brygady. Na pocz. 1932 r. był ekspertem wojskowym w składzie delegacji na konferencji rozbrojeniowej w Genewie. Krótko pełnił funkcję doradcy ministra spraw zagranicznych Edvarda Beneša. Latem 1933 r. został dowódcą 2 Brygady Piechoty w Chomutovie, zaś w listopadzie tego roku 3 Dywizji Piechoty w Litomierzycach. Od stycznia 1936 r. w stopniu generała dywizji stał na czele okręgu wojskowego w Trenczynie. Po podpisaniu układu monachijskiego 30 września 1938 r., przeszedł do ministerstwa obrony. Następnie został ministrem transportu. Jednocześnie wszedł w skład Najwyższej Rady Obrony Państwa. Po utworzeniu Protektoratu Czech i Moraw w marcu 1939 r., został w kwietniu tego roku premierem rządu. Objął tę funkcję, aby władzy w Protektoracie nie przejęli kolaboranci. Swój program jako premiera określił słowami:
Ten rząd będzie miał przed sobą dwa wielkie cele: chronić egzystencję narodu, której Niemcy będą zagrażać, i przeciwstawiać się demoralizacji, o co zapewne Niemcy się postarają. Te cele będzie można spełnić, jeśli rząd będzie do pewnego stopnia współpracował z Niemcami. To będzie niechciana współpraca, ale nie ma innego wyjścia, opór mógłby spowodować narodowe samobójstwo.
Premier nawiązał wkrótce kontakt z konspiracyjną organizacją Obrona Narodu, stając się członkiem rady starszych. Porozumiał się też z władzami emigracyjnymi E. Beneša. Za swoje podstawowe zadanie uznał ochronę żywotnych interesów narodu czeskiego w warunkach okupacji niemieckiej. Wielokrotnie interweniował u prezydenta Emila Háchy po licznych aresztowaniach przez Niemców. Nawet złożył dymisję, ale E. Hácha jej nie przyjął. Zakazał mu tego również E. Beneš. Od 1941 r. niemieckie służby bezpieczeństwa podejrzewały A. Eliáša o tajne kontakty z konspiracją i władzami emigracyjnymi. 27 września 1941 r. aresztowało go Gestapo. Po procesie został skazany na karę śmierci przez rozstrzelanie. Wyrok wykonano wieczorem 19 czerwca 1942 r. na strzelnicy wojskowej w praskiej dzielnicy Kobylisy. W 1946 r. został awansowany pośmiertnie do stopnia generała broni.

## Odznaczenia
Został odznaczony następującymi odznaczeniami:
- Order Lwa Białego I klasy (pośmiertnie, 1996)[4]
- Gwiazda I klasy Czechosłowackiego Wojskowego Orderu Lwa Białego „Za zwycięstwo” (pośmiertnie)
- Krzyż Wojenny Czechosłowacki 1939 (pośmiertnie)
- Krzyż Wojenny Czechosłowacki
- Czechosłowacki Medal Rewolucyjny
- Oficer Legii Honorowej (Francja)
- Krzyż Wojenny 1914–1918 (Francja)
- Medal Pamiątkowy Wielkiej Wojny (Francja)
- Krzyż Oficerski Orderu Odrodzenia Polski (Polska, 1925)[3]
- Order Świętego Sawy III klasy (Jugosławia)
- Order Gwiazdy Rumunii II klasy (Rumunia)
- Medal Zasługi Wojskowej 1917 (Grecja)
- Medal Zwycięstwa